# Rikkie Kollé
Rikkie Valerie Kollé (* 6. dubna 2001) je nizozemská modelka a držitelka titulu v soutěži krásy, která byla korunována Miss Nizozemsko 2023 a bude reprezentovat svou zemi na Miss Universe 2023. Kolle se stala první transgender ženou, která titul získala.

## Kariéra
Kollé začala s modelingem na Holland's Next Top Model (season 11).